# Ophiocten affinis
Ophiocten affinis è un echinoderma appartenente al genere Ophiocten. Diffusa nel Mare del Nord, questa stella marina è caratterizzata da un dermascheletro molto robusto.

## Descrizione
L'O. affinis è una piccola stella marina molto attiva con gli armi a nastro. Essa è spesso grigia con sfumature nere sugli armi, che non sono affusolati e lunghi. Il disco è foderato da un dermascheletro molto robusto, ricoperto con ulteriori placche sottili. Queste piccole placche sono caratterizzate da un colore più scuro rispetto a quelle del dermascheletro e seguono il motivo circolare del disco. 
Gli armi, sottili e affusolati, sono molto spinati, e sono in media lunghi 4,5 volte il disco, il quale ha un diametro di 6 millimetri.

## Distribuzione e habitat
Le O. affinis vivono sotto le rocce ben ombreggiate nel mare profondo. Questi echinodermi sono diffusi nel Mare del Nord, e in particolare sugli arcipelaghi scozzesi.